# أسل واليشياني
أسل واليشياني (الاسم العلمي: Juncus wallichianus) نوع نباتي يتبع جنس الأسل وينتمي إلى الفصيلة الأسلية.